# Semiothisa lapidata
Semiothisa lapidata là một loài bướm đêm trong họ Geometridae.